# Thalassophonea
Thalassophonea (лат.) — вымершая клада плиозаврид, существовавших со среднего юрского до начала позднего мелового периодов (с келловейского по туронский века). Их остатки найдены в Австралии, Европе, Северной Америке и Южной Америке. Группа выделена Роджером Бенсоном и Патриком Дракенмиллером в 2013 году. Название образовано от др.-греч. θάλασσα — море и др.-греч. φονεύς — убийца. Это стем-группа, определённая как «все таксоны, сильнее связанные родством с Pliosaurus brachydeirus, чем с Marmornectes candrewi». В Thalassophonea включают короткошеих и большеголовых животных, типичных для семейства. Некоторые плиозавриды из группы Thalassophonea являлись крупнейшими хищниками в мезозойских морях на протяжении более чем 80 миллионов лет.

## Классификация
Кладограмма по Benson & Druckenmiller (2014):